# Rhyacia griseoalba
Rhyacia griseoalba là một loài bướm đêm trong họ Noctuidae.